# اردوگاه حمص
اردوگاه حمص یکی از اردوگاه‌های آوارگان فلسطینی در سوریه است که در مرکز شهر حمص قرار دارد و در ۱۶۰ کیلومتری از شمال پایتخت سوریه، دمشق واقع شده است. این اردوگاه در سال ۱۹۴۹ میلادی در زمینی به مساحت ۱۵۰۰۰۰ متر مربع در نزدیکی دانشگاه بعث تأسیس شد. اکثر پناهندگان این اردوگاه به روستاهای حیفا ، عکا و شمال فلسطین بازگشته‌اند.
در این اردوگاه بیش از ۲۲۰۰۰ پناهجوی فلسطینی و سوری ثبت شده که در اونروا زندگی می‌کنند. در حال حاضر یکی از امن ترین مکان‌ها برای مهاجرت سوری‌ها از مناطق مجاور و حتی از شهر پالمیرا اینجاست و قبل از طوفان الأقصی درصد سوری‌هایی که در آنجا زندگی می‌کنند از درصد فلسطینی‌ها بیشتر بوده است.
بیشتر پناهندگان در اردوگاه به عنوان کارگر روزمزد، کارمند دولتی محلی یا دستفروش خیابانی کار می‌کنند.
در این اردوگاه شش مدرسه وجود دارد که به صورت دو شیفت کار می‌کنند: چهار مدرسه ابتدایی (6-12 سال). دو مدرسه پسرانه و دو مدرسه دخترانه. و دو مدرسه راهنمایی؛ یکی برای پسران و دیگری برای دختران است. این مدارس توسط آژانس امدادی به آوارگان فلسطینی، اونروا اداره می‌شود.

## جمعیت اردوگاه حمص
بیشتر جمعیت این اردوگاه از شهرهای صفد، عکا، حیفا، یافا، ناصره و روستاهای جلیل از جمله: الشجره، عین الزیتون، الطیرا، ترشیها، الکبری، الجیش، الزیب، لبیا ، معار، عمقا ، الفرضیه ، دیر الاسد، النهر، الظهریه، صفوریه، صفسف، مرون و صعصا هستند.

## مشکلات اصلی این اردوگاه
بهداشت محیطی یک مشکل جدی در اردوگاه است، چونکه بر کیفیت زندگی پناهجویان تأثیر می‌گذارد و خطرات بهداشتی زیادی را برای آنها به دنبال دارد. سیستم فاضلاب نیز باید گسترش یابد تا جمعیت رو به رشد آن را را در خود جای دهد. دو ساختمان از مدارس آن نیز بسیار فرسوده هستند و از ایرادات ساختاری جدی رنج می‌برند.
از دیگر مشکلات این اردوگاه می‌توان به موارد زیر اشاره کرد:
- اعتیاد به مواد مخدر.
- مشکلات مسکن
- نرخ بالای بیکاری.
- نرخ بالای ترک تحصیل.

1. 1 2 3  مخيم حمص للاجئين -الأونروا  بایگانی‌شده  در ۲۰۱۳-۰۹-۱۴ توسط Wayback Machine
2. ↑  مخيم حمص - موطني للدراسات والأبحاث بایگانی‌شده  در ۶ مارس ۲۰۱۶ توسط Wayback Machine
3. ↑  https://www.palquest.org/ar/highlight